# 浅賀夏樹
浅賀 夏樹（あさか なつき、1993年7月6日 - ）は、千葉県千葉市出身の元フットサル選手。2021-22シーズンにFリーグ・ポルセイド浜田に所属していた。

## 来歴
2021-22シーズンよりFリーグディビジョン2に所属するポルセイド浜田に加入。背番号は12番となった。

## 所属チーム
- 千葉SCフットサル（サッカー兼任）
- ポルセイド浜田
- 千葉SCフットサル